# 541842 Amygreaves
541842 Amygreaves este o planetă minoră (asteroid) din centura de asteroizi. A fost descoperită pe 18 ianuarie 2012 la  de . 
Obiectul prezintă o orbită caracterizată de o semiaxă mare de 2,6356094605296 UAi, o excentricitate de 0,12781059017177, o înclinație de 9,3010756593908 ° în raport cu ecliptica.